# Oberonia odontopetala
Oberonia odontopetala är en orkidéart som beskrevs av Rudolf Schlechter. Oberonia odontopetala ingår i släktet Oberonia och familjen orkidéer. Inga underarter finns listade i Catalogue of Life.